# Míchov
Míchov är en ort i Tjeckien.   Den ligger i regionen Södra Mähren, i den östra delen av landet, 170 km öster om huvudstaden Prag. Míchov ligger 350 meter över havet och antalet invånare är 144.
Terrängen runt Míchov är kuperad åt sydväst, men åt nordost är den platt. Míchov ligger nere i en dal. Runt Míchov är det ganska tätbefolkat, med 144 invånare per kvadratkilometer. Närmaste större samhälle är Blansko, 18,0 km söder om Míchov. Omgivningarna runt Míchov är en mosaik av jordbruksmark och naturlig växtlighet.